# Jan de Rijk

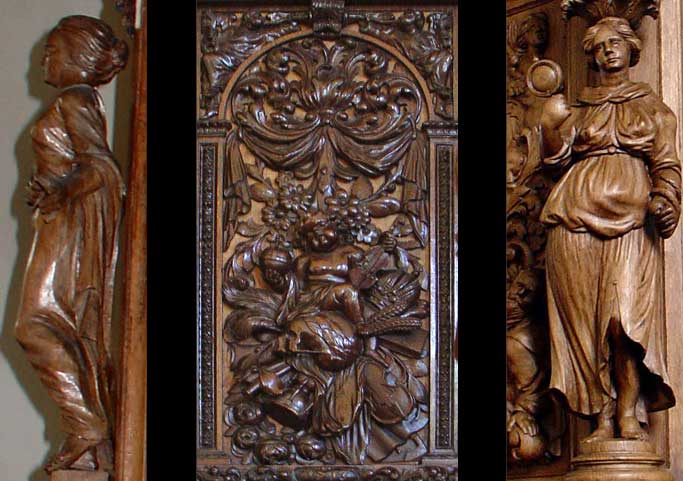
V.l.n.r. details van de preekstoelen van Pieterburen, Uithuizen en Uithuizermeeden, houtsnijwerk van Jan de Rijk

Jan Jansz. de Rijk (Enkhuizen, gedoopt 5 augustus 1661 - 1738?) was een Nederlandse beeldsnijder.

## Leven en werk
De in Enkhuizen geboren De Rijk trouwde in 1682 met Martha Griffet, weduwe van een beeldsnijder. Hij kreeg daardoor de beschikking over een eigen atelier. De Rijk vestigde zich met zijn vrouw in 1691 in Groningen. Daar waren zij achtereenvolgens kook-vader en moeder in een van de Groninger gasthuizen en van 1694 tot 1701 binnenhuisvader en -moeder van het zogenaamde Groene Weeshuis.
De Rijk bleef in Groningen ook werkzaam als beeldsnijder. Samen met de Groningse schrijnwerker en stadsbouwmeester Allert Meijer vervaardigde hij, eind 17e eeuw en begin 18e eeuw, het kerkmeubilair van diverse Groninger kerken. Meijer ontwierp en maakte het meubilair en De Rijk nam het houten beeldsnijwerk voor zijn rekening. Zij maakten onder meer preekstoelen, heren- kerkvoogden- en drostenbanken en orgelkassen. De meeste kassen van de door Arp Schnitger in Groningen gebouwde orgels zijn van de hand van Meijer, waarbij het houtsnijwerk door De Rijk werd vervaardigd. De Hamburgse orgelbouwer Schnitger werkte veelal samen met lokale kunstenaars en Meijer en De Rijk beschikten over de nodige contacten met de regeringselites in Stad en Ommelanden. Ook voor de Menkemaborg in Uithuizen ontwierp en maakte het duo waarschijnlijk vijf schoorsteenmantels met houtsnijwerk.
Nadat Meijer meer in beslag genomen werd door zijn werk als stadsbouwmeester van Groningen werkte De Rijk ook met andere schrijnwerkers samen, veelal bleef ook dan Meijer de ontwerpen maken. De Rijk werkte ook buiten het gewest Groningen, zo maakte hij het houtsnijwerk voor de Ludgerikirche (St.-Liudgerkerk) in het Oost-Friese Norden.
In 1710 hertrouwde De Rijk met de Groningse weduwe Maria Bartels. De Rijk zou in 1738 zijn overleden, hoewel daar geen volstrekte duidelijkheid over bestaat.
Werk van De Rijk is in diverse kerken in Groningen en Drenthe te zien. Een door hem in 1697 vervaardigde avondmaalstafel voor de kerk van Zuidlaren bevindt zich in de collectie van het Rijksmuseum te Amsterdam.